# NGC 5376
NGC 5376 é uma galáxia espiral barrada (SBab) localizada na direcção da constelação de Ursa Major. Possui uma declinação de +59° 30' 25" e uma ascensão recta de 13 horas, 55 minutos e 15,8 segundos.
A galáxia NGC 5376 foi descoberta em 24 de Abril de 1789 por William Herschel.